# Sultanaat Wahidi Balhaf
Het sultanaat Wahidi Balhaf (Arabisch: سلطنة الواحدي بالحاف , Salṭanat al-Wāḥidī Bālḥāf), lag vroeger aan de zuidkust van de staat Jemen. Het sultanaat grensde aan het sultanaat Wahidi Haban, het sultanaat Wahidi Bir Ali, Djerdan en Dhiebi. De hoofdstad van het land was Balhaf.

## Geschiedenis
Voor 1830 was het sultanaat onderdeel van het sultanaat Wahidi. In 1830 viel het sultanaat Wahidi uiteen in vier sultanaten waaronder het sultanaat Wahidi Balhaf. De andere sultanaten waren de sultanaten Wahidi Habban, Wahidi Bir Ali en Wahidi Azzan. Wahidi Balhaf is vernoemd naar haar hoofdstad (Balhaf) net zoals de ander drie sultanaten. In het jaar 1881 werd het sultanaat Wahidi Azzan onderdeel van Wahidi Balhaf. In 1888 werd het sultanaat onderdeel van het Britse protectoraat Aden samen met het sjeikdom Aqrabi, het sultanaat Kathiri en Qu'aiti. Op 11 februari 1959 wordt de Federatie van Zuid-Arabische Emiraten opgericht door zes staten. Wahidi Balhaf treedt samen met nog acht andere staten later toe. Op 4 april 1962 kreeg de federatie een andere naam: de Zuid-Arabische Federatie. Wahidi Balhaf trad meteen in 1962 toe tot de federatie. In 1967 werd de Zuid-Arabische Federatie verenigd met het protectoraat Zuid-Arabië tot een onafhankelijk land genaamd Zuid-Jemen. Op 22 mei 1990 werd Zuid-Jemen verenigd met Noord-Jemen tot een geheel.